# Pseudophacopteron alstonia
Pseudophacopteron alstonia är en insektsart som beskrevs av Yang och Li 1983. Pseudophacopteron alstonia ingår i släktet Pseudophacopteron och familjen Phacopteronidae. Inga underarter finns listade i Catalogue of Life.